# 21672 Laichunju
A 21672 Laichunju (ideiglenes jelöléssel 1999 RK14) a Naprendszer kisbolygóövében található aszteroida. A LINEAR projekt keretében fedezték fel 1999. szeptember 7-én.